# Ла-Лув'єр

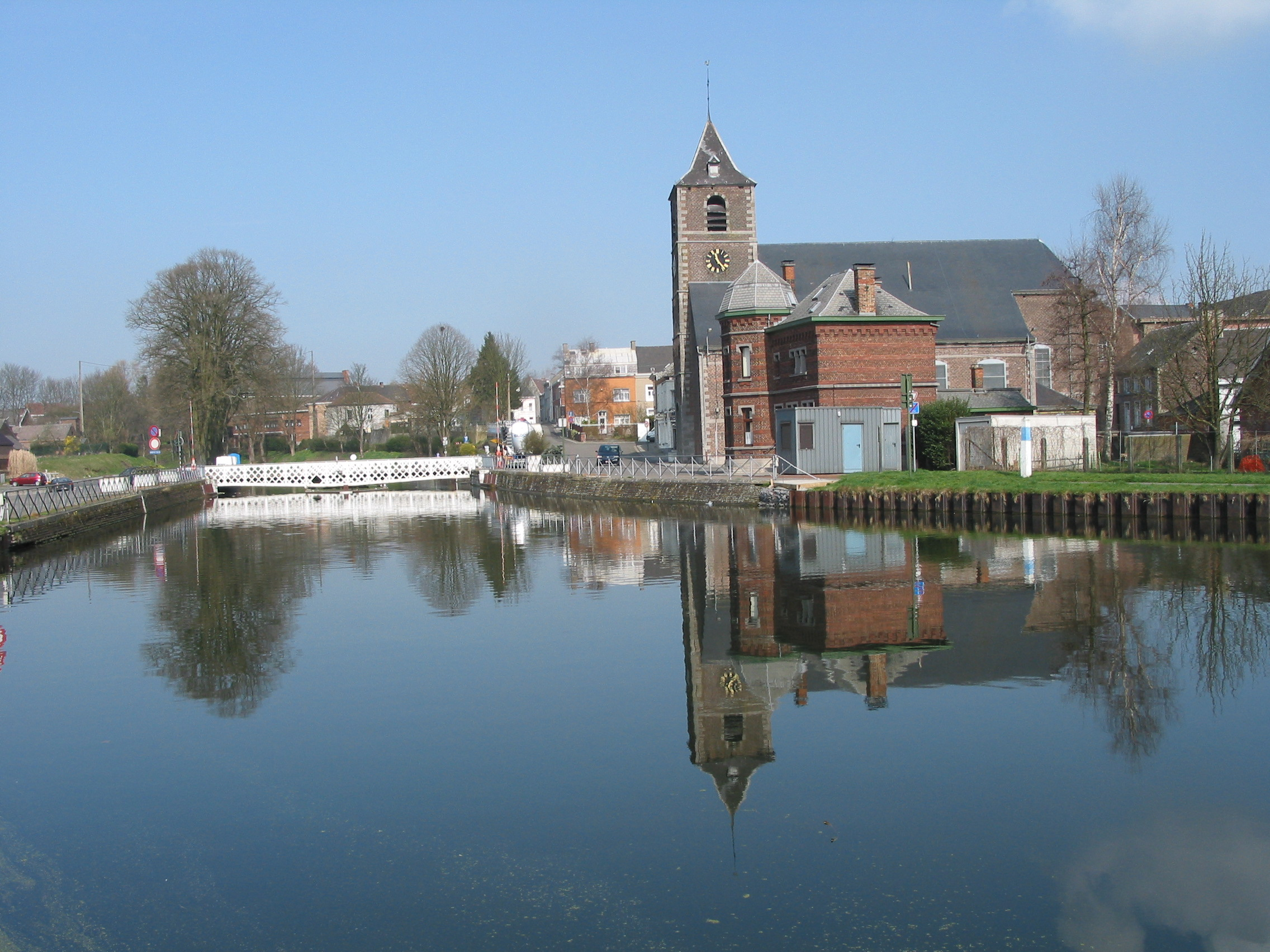

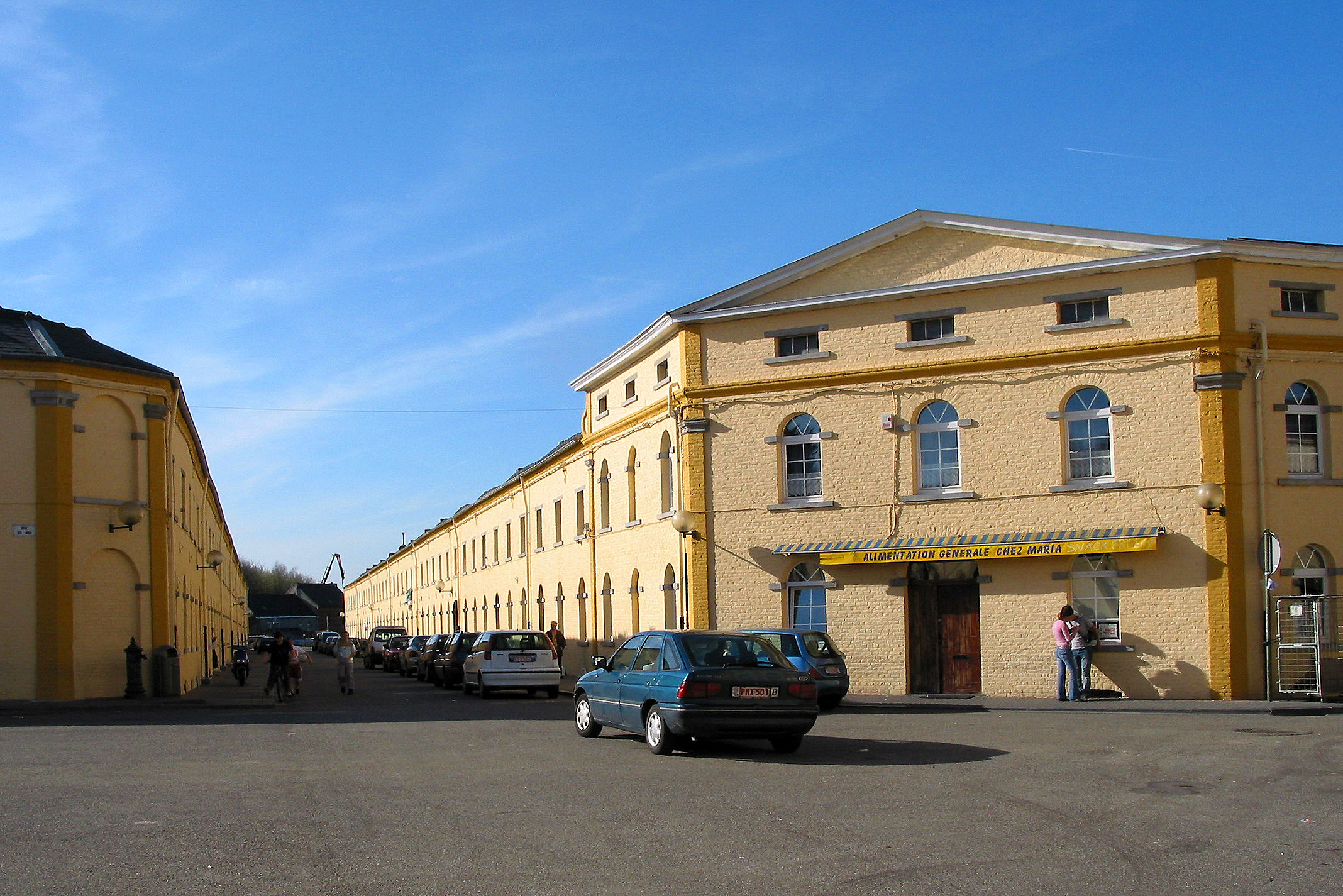

Ла-Лув'єр (фр. La Louvière) — місто в Бельгії, в провінції Ено, на території франкомовного регіону Валлонія.

## Географія
Місто Ла-Лув'єр розташоване в провінції Ено, на території франкомовного регіону Валлонія, з'єднане каналами з річками Сенна і Самбр. За чисельністю населення (77 616 осіб на 2008 рік) займає 5-е місце серед міст Валлонії і 11-е серед міст Бельгії. Щільність населення в місті становить 1,210 осіб/км². Громада Ла-Лувьер складається з районів Ен-Сен-П'єр, Ен-Сен-Поль, Сен-Вааст, Трів'єр, Буссуа, Уден-Емері, Уден-Жежні, Мураж, Стрепи-Бракежні і Безонрі.

## Господарство і культура
У міському передмісті Ен-Сен-П'єр з 1838 року існує металургійне виробництво, розвинене до 1900 року в машинобудівне підприємство, яке виробляє важкі залізничні локомотиви. Велика частина тепловозів і електровозів, використовуваних сьогодні на бельгійських залізницях, зроблені на Ла-Лув'єрському заводі.
У 1998 році ЮНЕСКО включило до списку Всесвітньої культурної спадщини чотири старих шлюзи бельгійського Центрального каналу, розташованих поблизу Ла-Лув'єра.